# 1. FSV Mainz 05
1. Fußball- und Sport-Verein Mainz 05 e. V., thường được rút ngắn thành 1. FSV Mainz 05 hoặc đơn giản là Mainz 05 (phát âm tiếng Đức: [ˌmaɪnts nʊl ˈfʏnf] ⓘ), là một câu lạc bộ thể thao chuyên nghiệp Đức được thành lập vào năm 1905 và có trụ sở ở Mainz, Rheinland-Pfalz. Mainz 05 thi đấu ở Giải bóng đá vô địch quốc gia Đức, hạng đấu hàng đầu của hệ thống giải đấu bóng đá Đức, gần đây nhất đã được thăng hạng trước mùa giải 2009–10. Kình địch địa phương chính của câu lạc bộ là Eintracht Frankfurt và 1. FC Kaiserslautern. Ngoài bộ môn bóng đá, Mainz 05 còn có bộ môn bóng ném và bóng bàn.

## Những mùa giải gần đây
| Mùa giải  | Giải đấu           | Vị trí          |
| 1999-2000 | 2. Bundesliga (II) | 9               |
| 2000-01   | 2. Bundesliga      | 14              |
| 2001-02   | 2. Bundesliga      | 4               |
| 2002-03   | 2. Bundesliga      | 4               |
| 2003-04   | 2. Bundesliga      | 3 (lên hạng)    |
| 2004-05   | 1. Bundesliga (I)  | 11              |
| 2005-06   | 1. Bundesliga      | 11              |
| 2006-07   | 1. Bundesliga      | 16 (xuống hạng) |
| 2007-08   | 2. Bundesliga (II) | 4               |
| 2008-09   | 2. Bundesliga      | 2 (lên hạng)    |
| 2009-10   | 1. Bundesliga      | 9               |
| 2010-11   | 1. Bundesliga      | 5               |
| 2011-12   | 1. Bundesliga      | 13              |
| 2012-13   | 1. Bundesliga      | 13              |
| 2013-14   | 1. Bundesliga      | 7               |

## Danh hiệu
- Vô địch giải nghiệp dư: 1982
- Giải fair play của Fifa: 2005
- Vô địch Kreisliga Hessen (I): 1921
- Vô địch Bezirksliga Rheinhessen-Saar (I): 1927
- Vô địch Bezirksliga Main-Hessen (Hessen group) (I): 1932, 1933
- Vô địch Regionalliga Südwest (II): 1973
- Vô địch Oberliga Südwest (III): 1981, 1988, 1990, 2003+, 2008+
- Amateurliga Südwest (III) Vô địch: 1978
- Bán kết Cúp quốc gia Đức: 2009
- Vô địch Cúp Tây Bắc: 1980, 1982, 1986, 2001+, 2002+, 2003+, 2004+, 2005+
- Vô địch giải U19 Đức: 2009

## Sân vận động
Die Nullfünfer chơi ở sân Stadion am Bruchweg, xây vào năm 1928 và có nhiều lần được sửa để nâng sức chứa lên 20.300 khán giả. Sức chứa trung bình của sân khi chơi ở giải hạng hai là 15.000.
Mặc dù bị xuống hạng nhưng đội bóng vẫn lên kế hoạch xây sân mới và sẽ được khởi công vào năm 2009.
Sân mới sẽ có tên là Coface Arena, sẽ có sức chứa 33.000 khán giả và sẽ sẵn sàng cho mùa giải 2009-10.

## Các cầu thủ nổi tiếng
- Sirous Dinmohammadi
- Manuel Friedrich
- Jürgen Klopp
- Emil Kostadinov
- Mohamed Zidan
- Andriy Voronin
- Elkin Soto
- Marius Niculae
- Félix Borja
- Conor Casey
- Tony Sekulic
- Leon Andreasen
- Cha Du-Ri

## Cầu thủ

### Đội hình hiện tại
Tính đến ngày 3 tháng 2 năm 2025
| Số | VT | Quốc gia | Cầu thủ                                  |
| -- | -- | -------- | ---------------------------------------- |
| 1  | TM | Đức      | Lasse Rieß                               |
| 2  | HV | Áo       | Phillipp Mwene                           |
| 3  | HV | Đức      | Moritz Jenz (cho mượn từ VfL Wolfsburg)  |
| 5  | HV | Đức      | Maxim Leitsch                            |
| 6  | TV | Nhật Bản | Kaishū Sano                              |
| 7  | TV | Hàn Quốc | Lee Jae-sung                             |
| 8  | TV | Đức      | Paul Nebel                               |
| 9  | TĐ | Pháp     | Arnaud Nordin                            |
| 11 | TĐ | Đức      | Armindo Sieb (cho mượn từ Bayern Munich) |
| 14 | TV | Hàn Quốc | Hong Hyun-seok                           |
| 15 | HV | Hoa Kỳ   | Lennard Maloney                          |
| 16 | HV | Đức      | Stefan Bell                              |
| 17 | TĐ | Đức      | Benedict Hollerbach                      |

| Số | VT | Quốc gia | Cầu thủ                     |
| -- | -- | -------- | --------------------------- |
| 18 | TV | Đức      | Nadiem Amiri                |
| 19 | HV | Pháp     | Anthony Caci                |
| 21 | HV | Đức      | Danny da Costa              |
| 22 | HV | Áo       | Nikolas Veratschnig         |
| 25 | HV | Na Uy    | Andreas Hanche-Olsen        |
| 27 | TM | Đức      | Robin Zentner               |
| 29 | TĐ | Đức      | Jonathan Burkardt (đội phó) |
| 30 | HV | Thụy Sĩ  | Silvan Widmer (đội trưởng)  |
| 31 | TV | Đức      | Dominik Kohr                |
| 33 | TM | Đức      | Daniel Batz                 |
| 41 | TV | Albania  | Eniss Shabani               |
| 44 | TĐ | Đức      | Nelson Weiper               |
| 47 | HV | Đức      | Maxim Dal                   |

### Cho mượn
Ghi chú: Quốc kỳ chỉ đội tuyển quốc gia được xác định rõ trong điều lệ tư cách FIFA. Các cầu thủ có thể giữ hơn một quốc tịch ngoài FIFA.
| Số | VT | Quốc gia | Cầu thủ                                                                |
| -- | -- | -------- | ---------------------------------------------------------------------- |
| —  | TV | Thụy Sĩ  | Edimilson Fernandes (tại Brest đến ngày 30 tháng 6 năm 2025)           |
| —  | TV | Đức      | Tom Krauß (tại VfL Bochum đến ngày 30 tháng 6 năm 2025)                |
| —  | TV | Đức      | Niklas Tauer (tại Eintracht Braunschweig đến ngày 30 tháng 6 năm 2025) |

| Số | VT | Quốc gia | Cầu thủ                                                           |
| -- | -- | -------- | ----------------------------------------------------------------- |
| —  | TĐ | Pháp     | Ludovic Ajorque (tại Brest đến ngày 30 tháng 6 năm 2025)          |
| —  | TĐ | Đức      | Ben Bobzien (tại Austria Klagenfurt đến ngày 30 tháng 6 năm 2025) |
| —  | TĐ | Đức      | Marco Richter (tại Hamburger SV đến ngày 30 tháng 6 năm 2025)     |